# Wiga
Wiga (ros.  Вига) – rzeka w północnej części europejskiej Rosji, w obwodzie kostromskim, prawy dopływ rzeki Unża.
Rzeka wypływa z terenów bagiennych na południu od miast Czuchłoma i uchodzi do rzeki Unża w jej górnym biegu. Długość rzeki wynosi 171 km, a jej zlewnia ma powierzchnię 3100 km².